# Mirabello Cavalori

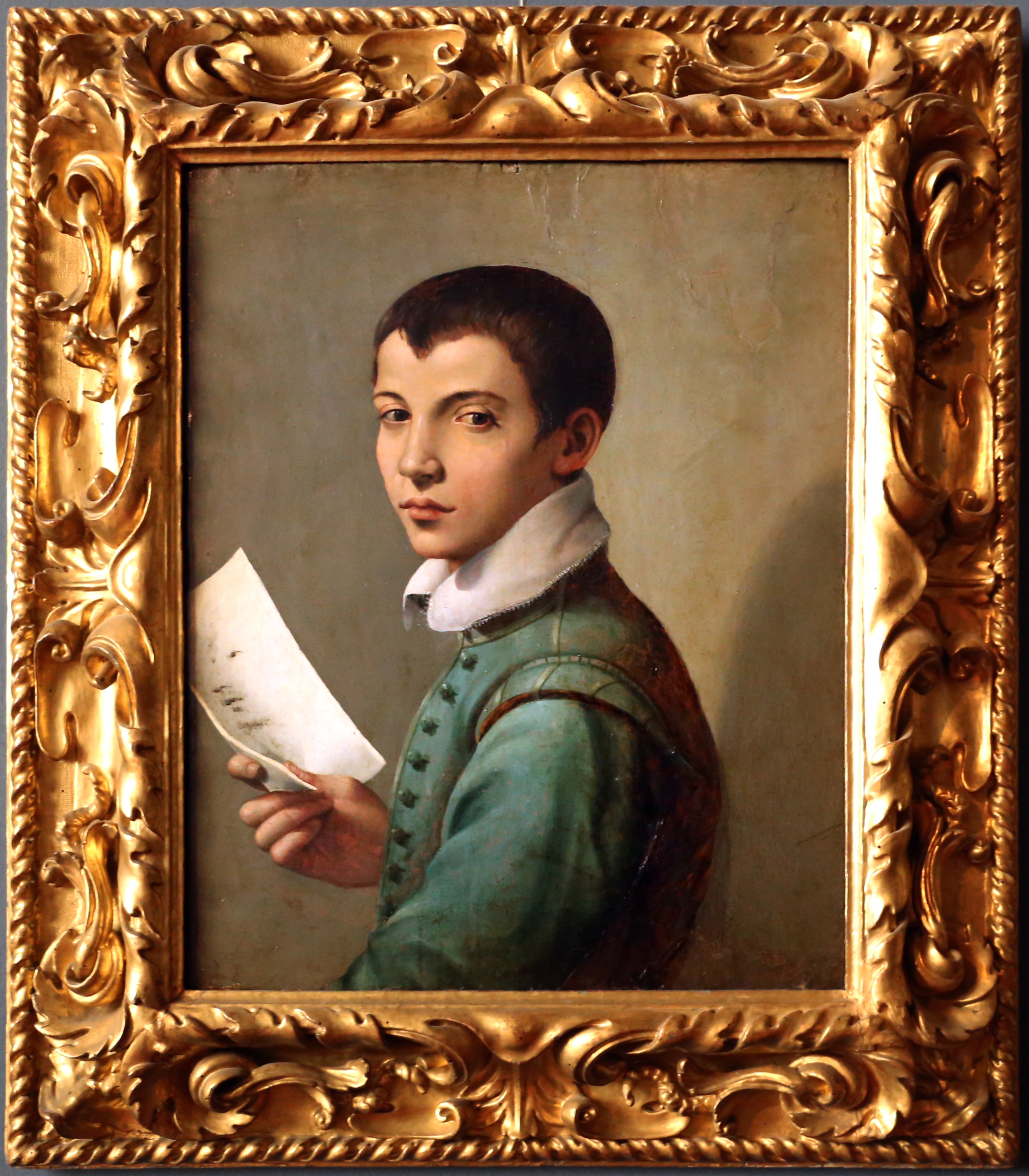
Ritratto di giovinetto a mezzo busto, 1560-70, Museo Bardini, Firenze

Mirabello Cavalori (Firenze, ... – post 1572) è stato un pittore italiano.

## Biografia
Si formò alla bottega di Ridolfo del Ghirlandaio e partecipò alla decorazione dello studiolo di Francesco I in Palazzo Vecchio, dipingendo il Lanificio e il Sacrificio di Lavinia. In tali opere mostrò una certa freschezza, rivelante l'influsso di Andrea del Sarto, Rosso Fiorentino e, soprattutto, Pontormo.